# Иван Бъчваров (офицер)
Вижте пояснителната страница за други личности с името Иван Бъчваров.
Иван Иванов Бъчваров (Ютко) е деец на БКП, участник в комунистическото партизанско движение по време на Втората световна война, офицер.

## Биография
Иван Бъчваров е роден на 28 ноември 1912 година. в град Севлиево. Осъден е за антидържавна дейност по Закона за защита на държавата (1933).
Участва в партизанското движение по време на Втората световна война. Партизанин от Горнооряховския партизански отряд. През 1943 година става политкомисар на Осма военна оперативна зона на т. нар. Народоосвободителната въстаническа армия (НОВА). Същата година през декември е осъден задочно от Плевенския военнополеви съд на смърт.
Постъпва в българската армия от 25 април 1945 г. като заместник-командир по политическата част в политическото отделение на Въздушните войски. От февруари 1946 г. отговаря за политическото възпитание на отделението. На 31 декември 1946 г. е назначен за отговарящ за политическото възпитание на Военното училище в София, а от февруари 1947 г. е помощник-началник по политическата част и началник на политическия отдел на Военното училище. От 9 април 1947 г. е заместник-началник на Политическия отдел на войската. От май 1948 до декември 1949 г. учи във Военната академия „Климент Ворошилов“ (Москва). От 31 декември 1949 до 23 януари 1950 г. е временно изпълняващ длъжността началник на политическото управление на войската. Между 23 януари и 28 август 1950 г. е началник на девета пехотна плевенска дивизия. На 28 август 1950 г. е назначен за началник на оперативното управление на Генералния щаб на българската армия и първи заместник-началник на Генералния щаб. В периода 14 декември 1950 – 25 януари 1960 година е началник на Генералния щаб на българската армия. От 1951 г. е член на Главния военен съвет. От май 1954 г. е член на колегиума на Министерството на отбраната. От 3 август 1956 г. е първи заместник-министър на народната отбрана. След това от 1960 до 1962 година е заместник-министър на отбраната. От 1954 година е член на ЦК на БКП. Завеждащ военно-административния отдел на ЦК на БКП. Член на Държавния комитет по отбрана (1962).
След отстраняването на съветския диктатор Никита Хрушчов през есента на 1964 година Бъчваров става говорител на някои кръгове в БКП, надяващи се на подобно развитие и в България, които се провалят, след като не получават съветска подкрепа. През декември 1964 година на пленум на ЦК на БКП Бъчваров предлага да бъде сменен Тодор Живков, който „нямал необходимите качества за тези постове“. Предложението му е отхвърлено, както и предложението на Живков за отстраняване на самия Бъчваров. Следен е от контраразузнаването. След неутрализирането на Горуня и неговата група (1965) Бъчваров е отстранен от постовете и е изпратен за посланик в Германската демократична република.
На връщане към Берлин от IX конгрес на БКП загива на 24 ноември 1966 година при самолетна катастрофа с Полет LZ101 на ТАБСО. Награждаван е с орден „Св. Александър“ III ст. с мечове отгоре, „Народна свобода 1941 – 1944 г.“ – I ст. с мечове, „9 септември 1944“ – II ст. с мечове, орден „Народна република България“ – I ст. и два пъти орден „Георги Димитров“.

## Военни звания
- полковник – 11 септември 1944
- генерал-майор – 8 септември 1950
- генерал-лейтенант – 11 април 1952
- генерал-полковник – 8 септември 1958[5]